# رینو (فیلم ۱۹۲۳)

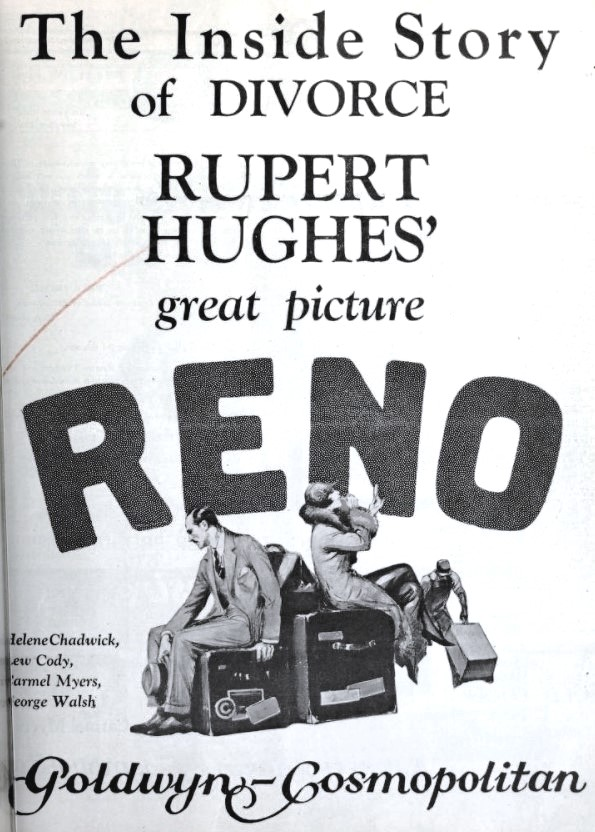
life is going on

«رینو» (انگلیسی: Reno (1923 film)) فیلمی در ژانر درام است که در سال ۱۹۲۳ منتشر شد.

## بازیگران
- هلن چدویک
- کرمل مایرز
- دیل فولر
- جورج والش
- هدا هاپر
- کاتلین کی
- لو کودی